# Bogdanci (kommun)
Bogdanci (makedonska: Богданци, albanska: Komuna e Bogdancës) är en kommun i Nordmakedonien. Den ligger i den sydöstra delen av landet, 130 km sydost om huvudstaden Skopje. Antalet invånare är 8 352. Arean är 115 kvadratkilometer.
Följande samhällen finns i kommunen Bogdanci:
- Bogdanci
- Stojakovo